# Ariana Miyamoto
Ariana Mamiko Miyamoto (en japonés: 宮本 エリアナ 磨美子, Miyamoto Eriana Mamiko) (Nagasaki, 12 de mayo de 1994) es una modelo japonesa. Ganadora del certamen Miss Universe Japan 2015, representó al país nipón en Miss Universo 2015.

## Primeros años
Miyamoto nació de una madre japonesa y un padre afroamericano, Bryant Stanfield, que estaba destinado en una instalación de la Marina de los Estados Unidos en Sasebo. Sus padres se divorciaron cuando ella tenía un año de edad. Asistió a la escuela primaria en Japón y, a los 13 años, emigró a los Estados Unidos para vivir con su padre en Jacksonville (Arkansas), donde asistió al instituto durante dos años. Al regresar a su Japón natal, no terminó inmediatamente la escuela secundaria, sino que trabajó en trabajos esporádicos. En 2015, Miyamoto ganó el título de Miss Nagasaki y representó a su prefectura en el concurso Miss Universe Japan.

## Discriminación
Miyamoto recordaba: "Cada vez que el profesor nos decía que nos cogiéramos de la mano, otros niños pensaban que mi piel negra se les pegaría, así que decían: "No me toques"". Algunos de sus compañeros de clase en Sasebo, Nagasaki, decían cosas como: "No te bañes en la misma piscina porque tu piel se me pegará". Miyamoto fue rechazada debido a su color de piel y a su pelo ondulado que creció en Japón. Los padres y los compañeros de clase utilizaban el término kurombo (una expresión racista) para referirse a ella. También recuerda que la gente le tiraba basura en la escuela. Uno de los amigos de Miyamoto, un compañero hāfu, se suicidó tras compartir con ella sus experiencias de exclusión social.
Tras su victoria, se encontró con algunas personas que la desaprobaban, sobre todo en las redes sociales. Esto se atribuyó a su origen étnico, ya que no es totalmente japonesa, y a su aspecto físico. Algunos dijeron que parecía demasiado "extranjera" (gaijin), y otro consideró que tenía "demasiada sangre negra [en ella] para ser japonesa". Es la primera mujer hāfu (mixta) en ser Miss Japón. Tras su victoria, Miyamoto tuvo que explicar a los medios de comunicación japoneses que era una ciudadana japonesa, nacida y criada en el país.

## Trayectoria profesional

### Miss Universo Japón 2015
El 12 de marzo de 2015, Miyamoto fue coronada como Miss Universo Japón 2015 (Miss Japón 2015) en el Hotel Chinzanso Tokio en Bunkyō-ku, mientras que Miss Oita y Miss Chiba fueron subcampeonas. Como Miss Japón 2015, representó a Japón en Miss Universo 2015 y llegó al Top 10.

### Miss Universo 2015
Como Miss Japón 2015, Miyamoto compitió en el certamen de Miss Universo 2015, donde llegó al Top 10. Antes de la colocación de Miyamoto, Japón se colocó en el top 15 por última vez en 2008 con Hiroko Mima.

## Vida personal
El 1 de diciembre de 2017, Miyamoto registró su matrimonio con un hombre de Hong Kong y más tarde anunció su primer embarazo. El 26 de diciembre de 2020, publicó un vídeo en YouTube indicando que estaba de nueve meses en su segundo embarazo. El 29 de abril de 2021, publicó una actualización sobre el nacimiento de su segundo hijo en YouTube.
En agosto de 2017, Miyamoto fue nombrada embajadora honoraria de turismo de la ciudad de Sasebo, en la prefectura de Nagasaki, su ciudad natal y la ciudad que alberga la base naval estadounidense en la que estuvo destinado su padre.